# Alan Ralph Millard
Alan Ralph Millard (Harrow, 1º dicembre 1937 – Leamington Spa, 6 giugno 2024) è stato un orientalista e semitista britannico.
Fu professore di ebraico e antiche lingue semitiche all'Università di Liverpool.

## Opere
- Atrahasis: The Babylonian Story of the Flood (with W.G. Lambert), Clarendon Press, Oxford (1969); reprinted Eisenbrauns, Winona Lake, Indiana, ISBN 1-57506-039-6 (1999)
- Alan. R. Millard, Covenant and Communion in First Corinthians (PDF), in W. Ward Gasque e Ralph P. Martin (a cura di), Apostolic history and the gospel: Biblical and historical essays presented to F. F. Bruce on his 60th birthday, Exeter, Paternoster, 1970,  pp. 242-8, ISBN 0-85364-098-X. URL consultato il 2 maggio 2014 (archiviato dall'url originale il 3 marzo 2016).
- Alan. R. Millard, Approaching the Old Testament, in Themelios, vol. 2, n. 2, gennaio 1977,  pp. 34-9.
- Daniel 1-6 and History Archiviato il 2 maggio 2013 in Internet Archive. (1977)
- Alan. R. Millard, Methods of Studying the Patriarchal Narratives as Ancient Texts, in Alan R. Millard e D. J. Wiseman (a cura di), Essays on the Patriarchal Narratives, Leicester, Inter-Varsity Press, 1980,  pp. 43-58, ISBN 0-85111-743-0.
- La Statue de Tell Fekherye et son inscription bilingue assyro-araméenne (with A. Abou-Assaf and P. Bordreuil), Association pour la diffusion de la pensée française, Paris (1982)
- Alan. R. Millard, In Praise of Ancient Scribes, in Biblical Archaeologist, vol. 45, n. 3, 1982,  pp. 145-53. Reprinted as:  Alan. R. Millard, In Praise of Ancient Scribes, in Bible and Spade, vol. 2, 1982,  pp. 33-46. URL consultato il 2 maggio 2014 (archiviato dall'url originale il 13 febbraio 2007).
- Discoveries from the Time of Jesus (1990)
- Alan. R. Millard, Texts and Archaeology: Weighing The Evidence, in Palestine Exploration Quarterly, 1991,  pp. 19-27.
- Alan. R. Millard, Solomon: Text and Archaeology, in Palestine Exploration Quarterly, 1991,  pp. 117-8.
- The Eponyms of the Assyrian Empire, 910-612 BC, State Archives of Assyria Studies 2, The Neo-Assyrian Text Corpus Project, University of Helsinki (1994)
- The Knowledge of Writing in Iron Age Palestine (1995)
- Discoveries from Bible Times, Lion Publishing, Oxford (1997)
- Dictionary of the Ancient Near East (edited, with Piotr Bienkowski), British Museum Press, London (2000)
- Reading and Writing in the Time of Jesus, Sheffield Academic Press, Sheffield (2000)
- Alan. R. Millard, How Reliable Is Exodus?, in Biblical Archaeology Review, vol. 26, n. 4, 2000,  pp. 50-7. URL consultato il 2 maggio 2014 (archiviato dall'url originale il 4 gennaio 2015).
- Alan. R. Millard, Literacy in the time of Jesus: Could his words have been recorded in his lifetime?, in The Biblical archaeology review, vol. 29, n. 4, 2003,  pp. 36-45 (archiviato dall'url originale il 24 agosto 2007).